# Justin Wolf
Justin Wolf (ur. 15 października 1992 w Dortmundzie) – niemiecki kolarz szosowy.

## Osiągnięcia
Opracowano na podstawie:

2019
- 2. miejsce w mistrzostwach Europy (mieszana jazda drużynowa na czas)
- 2. miejsce w Chrono Champenois

2020
- 1. miejsce w mistrzostwach Europy (mieszana jazda drużynowa na czas)
- 1. miejsce w prologu Dookoła Rumunii

2021
- 1. miejsce na 1. etapie Tour of Mevlana
- 2. miejsce w Belgrad–Banja Luka
  - 1. miejsce na 1. etapie
- 2. miejsce w mistrzostwach Europy (mieszana jazda drużynowa na czas)
- 1. miejsce na 6. etapie Tour de Bretagne

## Rankingi
| Rok             | 2017  | 2018  | 2019 | 2020 | 2021 | 2022 | 2023  |
| --------------- | ----- | ----- | ---- | ---- | ---- | ---- | ----- |
| World Ranking   | 2950. | 2576. | 864. | 702. | 294. | -    | 2063. |
| UCI Europe Tour | 1936. | 1720. | 628. | 563. | 248. | -    | -     |
|                 |       |       |      |      |      |      |       |
| Źródło: UCI     |       |       |      |      |      |      |       |